# Sarah Avni
Sarah Avni je mezinárodně uznávaná umělkyně žijící v současné době v Praze. Zabývá se malbou a okrajově také uměleckou fotografií a interiérovým designem. Od roku 2015 ji mezinárodní kulturní portál theculturetrip.com opakovaně každý rok zařadil mezi 10 slovenských umělců, které byste měli znát. Je autorkou nejlepší známky světa se sportovní tematikou z roku 2011, kterou uděluje StampNews International. Sarah Avni má za sebou již více než 90 samostatných výstav na třech kontinentech a její díla jsou součástí uměleckých sbírek po celém světě. Je umělkyní, jejíž obrazy jsou již nyní investicí. Často podporuje charitativní organizace darováním obrazů.

## Vzdělávání
Sarah Avni získala umělecké vzdělání na Grafické škole v Jihlavě v České republice, kde studovala malbu, kresbu a fotografii. Cestovala po Evropě, kde sbírala inspiraci, která se od té doby promítla do její umělecké tvorby. Vzhledem ke svému kladnému vztahu k cestování a cizím kulturám podtrhla tyto vazby dalším vzděláváním na Středoevropské univerzitě (Slovensko), kterou absolvovala v oboru Mezinárodní vztahy a diplomacie.

## Inspirace
Sarah se inspiruje spíše východní filozofií a jejím přístupem než západním malířstvím. Ačkoli původně vystudovala klasickou malbu, jejími hlavními tématy jsou metafyzické zákony, tvorba reality a jejím cílem je nasměrovat duši diváka k těmto principům. Její obrazy vznikají v tematických kolekcích, které se na první pohled mohou zdát nesourodé, ale všechny dohromady tvoří prvky skládačky.
Její díla jsou na první pohled rozpoznatelná díky své výrazné energii, ale také díky originálním technikám, jako je například specifická struktura, která vytváří efekt impasto. Často také pracuje se starými mistrovskými technikami zlacení a míchání pigmentů, které jí umožňují účinnější hru se světly a stíny.
Její díla jsou často zdrojem inspirace pro další umělce.

## Samostatné výstavy
- 2024 / Hotel Mozart Praha
- 2024 / Club Everything / Pardubice / Česká republika
- 2024 / OC Central Bratislava / Slovensko
- 2022 / Kempinski Hotel Bahiá Estepona Marbella / Španělsko
- 2022 / Archeologický institut a muzeum v Sofii / Bulharsko
- 2022 / Kempinski Hotel Bahiá Estepona Marbella / Španělsko
- 2022 / Hotel Encinar Sotogrande / Španělsko
- 2022 / Muzeum Sorbishe v Bautzenu / Německo
- 2022 / Sala de Exposiciones Bank Cajasur / Algeciras / Španělsko
- 2021 Galerie umění Izmit / Turecko
- 2021 / Mezinárodní odletový salonek iGA na letišti v Istanbulu
- 2021 / Hotel Carlo IV. v Praze
- 2021 / Kunstverein MONTEZ ve Frankfurtu nad Mohanem
- 2021 / Zoya Gallery & Museum na Slovensku
- 2020 / Asean Belt and Road Culture and Tourism Exchange v Guiyang / Čína
- 2020 / Šanghaj / Čína
- 2020 / Zámek Poříčí v České republice
- 2020 / Golf Club Hostivař v Praze
- 2020 / Národní české a slovenské muzeum a knihovna Cedar Rapid v Iowě / USA
- 2020 / Hotel Vienna House Andel´s v Praze
- 2019 / Šarišská galerie v Prešově / Slovensko
- 2019 / Ella Design ve Vevey / Švýcarsko
- 2019 / SC Central v Bratislavě / Slovensko
- 2019 / Clarissine Church v Bratislavě / Slovensko
- 2019 / Slovenský institut v Moskvě
- 2019 / Galerie Vážka v Trenčíně / Slovensko
- 2019 / MaxMara v Bratislavě
- 2018 / Slovenský institut v Berlíně
- 2018 / Tatranské muzeum Poprad / Slovensko
- 2018 / Rivington Street Gallery v New Yorku
- 2018 / Slovenské velvyslanectví ve Washingtonu DC a v International Club DC
- 2018 / Ottawa City Hall
- 2018 / Kulturpark v Košicích / Slovensko
- 2018 / Festival Re:publika v České republice, věnovaný 100. výročí vzniku Československa
- 2018 / Slovenský institut v Praze
- 2018 / Olympijské hry v Jižní Koreji
- 2017 / Slovenský institut ve Vídni
- 2017 / Dům umění v Piešťanech / Slovensko
- 2017 / Velvyslanectví Slovenské republiky v Ottawě
- 2017 / Crowne Plaza, Manhattan v New Yorku na Slovak Fashion Night
- 2017 / Bratislavský hrad na Slovensku
- 2017 / Chateau Mcely v České republice
- 2016 / Výstava v rámci slovenského předsednictví v Radě EU v Bruselu
- 2016 / Fashion Club v Praze
- 2016 / Zahrada Agape v Bratislavě / Slovensko
- 2016 / Chateau Rothschild v Rakousku
- 2012 / Prezidentský palác v Bratislavě
- 2012 / BMW v Bratislavě na Slovensku
- 2011 / Galerie Harfa v Praze
- 2011 / Galerie SPP v Bratislavě / Slovensko

## Kolektivní výstavy
- 2015 / Basel Art Center (Gift 4 You) ve Švýcarsku
- 2015 / Basel Art Center (Osteropäische abstrakte Kunst) ve Švýcarsku
- 2015 / Esterházyho palác (Galerie Merikon Art Room) ve Vídni

## Pozoruhodná díla
- Kolekce obrazů "Endless Possibilities"
- Kolekce obrazů "Genesis"
- Kolekce obrazů "Around the World"

## Další ocenění a spolupráce
V roce 2019 představila speciální kolekci "rockových" obrazů, kde se inspirovala hudbou slovenské kapely INSIDE. Cílem této jedinečné spolupráce umělců je prohloubit umělecký zážitek. Obrazy budou k vidění na některých koncertech INSIDE a také na obalu jejich alba s názvem Čas (EN: Time).
Od roku 2018 je projekt, který zahrnuje obrazy z kolekce "Party v 21. století" součástí slovenské oficiální značky GOOD IDEA SLOVAKIA. Mezinárodní umělecký časopis CIRCLE uveřejnil jeden z obrazů z kolekce "Party in the 21st Century" v jarním čísle roku 2018. Jedná se o publikovaná díla považovaná za aktuální trendy a originální postupy ve výtvarném umění ve světě. Kolekce "Party v 21. století" byla vybrána pro jedinečný kulturní festival Re:publika v Brně jako jediná výstava umění prezentující Slovensko v rámci festivalu. Kolekce "Party in the 21st Century" získala v roce 2017 certifikát výjimečnosti od mezinárodní galerie Artavita.
Životem Sáry byl inspirován videoklip Inside Petra Cmoríka "Odraz duše", vydaný v roce 2016.
Od roku 2015 je hlavní výtvarnicí velmi úspěšného uměleckého projektu: Party v 21. století. Díla z této kolekce jsou inspirovaná slovenskými řemesly a vznikla ve spolupráci s LSZ photography. V roce 2016 bylo několik jejích obrazů publikováno ve stém vydání britského Vogue.